# Зонна теорія

Спрощена схема зонних структур провідників, напівпровідників та діелектриків

Зо́нна теорія кристалів — розділ фізики конденсованих середовищ, зокрема фізики твердого тіла, в якому фізичні властивості твердих тіл пояснюються на основі одноелектронного наближення.

## Основні положення і термінологія
У зонній теорії розглядаються ідеальні кристали із трансляційною симетрією. Вона спирається на теорему Блоха, яка визначає загальний вид одноелектронних хвильових функцій, визначаючи для них квантове число, яке називається квазіімпульсом. Квазіімпульси приводяться до так званої першої зони Брілюена.
Рівні одноелектронних станів розбиваються на неперервні смуги, які називаються дозволеними зонами.
Між дозволеними зонами існують заборонені зони. Усі одноелектронні стани характеризуються трьома квантовими числами: квазіімпульсом, номером зони й спіном.

### Залежність властивостей речовини від зон
Найважливішими для визначення фізичних властивостей кристала зонами є валентна зона і зона провідності. Ці властивості вкрай важливі для напівпровідників.
Основний стан усього тіла будується, послідовно заповнюючи електронами всі одноелектронні стани, починаючи з найнижчого. Найвищий заповнений стан визначає положення рівня Фермі. Усі одноелектронні рівні з енергією нижчою за рівень Фермі в основному стані заповнені, а всі одноелектронні рівні з енергією вищою за рівень Фермі незаповнені.
У випадку напівпровідників і діелектриків рівень Фермі збігається з верхом валентної зони, тобто валентна зона повністю заповнена. Наступна за нею зона називається зоною провідності, оскільки провідності кристалів визначається електронами, які потрапляють у зону провідності при збудженні кристала (термічному, оптичному чи за допомогою електронної інжекції).
У випадку металів, валентна зона заповнена наполовину, а тому є водночас і зоною провідності.

## Типова зонна структура напівпровідника

Зонна структура арсеніду галію

Перша зона Брілюена для ГЦК структури

На рисунку праворуч схематично зображені валентна зона та зона провідності для кристала арсеніду галію — популярного матеріалу в електроніці. Арсенід галію має кубічну гранецентровану ґратку. Перша зона Брілюена для цієї ґратки Браве зображена нижче.
В правій частині графіку (від точки Γ до точки X) показано залежність енергетичних рівнів від хвильового вектора
в напрямку <100> (дивіться індекси Міллера). В лівій частині показано залежність в іншому напрямку <111>. Це загальна практика для зображення зонних структур.
Арсенід галію є прямозонним напівпровідником. Дно зони провідності та верх валентної зони в ньому розташовані в одній точці зони Брілюена (Γ точці). Валентна зона відокремлена від зони провідності проміжком енергій, у якому немає енергетичних рівнів — забороненою зоною.
Окрім найглибшого мінімуму в центрі зони Брілюена, зона провідності арсеніду галію має ще кілька мінімумів, що є важливими для розуміння провідності цього матеріалу. Ці мінімуми називаються зонними долинами. В напрямку <111> (точка L) існують долини з енергією, яка перевищує енергію дна зони провідності на 0.29 еВ. Таких долин вісім, у чому можна переконатися, порахувавши кількість L точок в першій зоні Брілюена на нижньому рисунку. Крім того, в напрямку <100> існує ще 6 долин, мінімуми яких розташовані не на краях зони Брілюена, а всередині на лінії Δ.
Нахил зони провідності та валентної зони в точці Γ різний. Цим визначається різниця ефективних мас електронів провідності та дірок. Значний нахил зони провідності означає, що електрон в арсеніді галію є дуже легкою частинкою.

## Фізичні властивості
Зонна теорія успішно пояснює більшість електронних властивостей твердих тіл.
Залежно від заповненості валентної зони в основному стані кристали поділяються на метали та діелектрики, підкласом яких є напівпровідники.
Провідність, теплопровідність та термоелектричні властивості матеріалів пояснюються за допомогою розсіяння електронів на дефектах і коливаннях кристалічної ґратки.
Оптичні властивості матеріалів пояснюються за допомогою переходів між одноелектронними станами різних зон.

## Значення та застосування
Зонна теорія напрочуд важлива для розуміння принципу дії різноманітних електронних пристроїв, елементів та явищ.